# Xen (Half-Life)
Para outros significados de Xen, ver Xen (desambiguação)
Xen é um mundo fictício que é visto no Video game Half-Life (Valve Software, 1998)e em seus pacotes de expansão Half-Life: Opposing Force (Valve Software and Gearbox Software, 1999), Half-Life: Blue Shift (Valve/Gearbox, 2001); e Half-Life: Decay (Valve/Gearbox, 2001). Xen também é, às vezes, chamado de mundo fronteiriço.

## Introdução
Diferentemente de um planeta ou uma estrutura artificial como uma estação espacial, todos os locais de Xen vistos por Gordon Freeman no final de Half-Life (e por Adrian Shephard em Half-Life: Opposing Force, e ainda por Barney Calhoun em Half-Life: Blue Shift) estão na superfície de, ou dentre, pequenos asteróides (ou "ilhas") flutuando no que parece ser o núcleo de uma nebulosa.
Comparado à atração gravitacional experimentada na Terra, Xen é notável por ter uma gravidade consideravelmente menor. Entretanto, levando-se em conta que Xen é composto por uma pequena massa de asteróides dispersos, é surpreendente que haja de fato alguma gravidade, suficientemente forte para segurar a tênue atmosfera do "planeta". Outro fato interessante é que a gravidade sempre puxa para baixo, ao invés de puxar na  direção do asteróide mais próximo, o que torna possível que uma pessoa caia na nebulosa abaixo. Ao passo que é possível que as ilhas sejam pequenos fragmentos orbitando um grande planetóide oculto, essa física completamente diferente sugere que Xen ocupa uma outra dimensão, onde as leis da física provavelmente sejam diferentes das encontradas na Terra.  Essa teoria pode ser sustentada pelo mesmo motivo pelo qual Xen é também chamado de "mundo fronteiriço".
Em uma breve seqüência próxima do fim de Half-Life 2, o Doutor Wallace Breen pode ser ouvido descrevendo "worlds stretched thin across the membrane where dimensions intersect" ("mundos atravessados na membrana onde as dimensões se interceptam"). É provável que Xen seja um dos mundos aos quais Breen se refere, ou mesmo a "membrana onde as dimensões se interceptam".

## Ecossistema
Os asteróides de Xen são o lar de uma grande variadade de espécies de plantas e animais, formando um complexo ecossistema.  Apesar de habitarem Xen no momento de Half-Life, todas essas espécies são originais de algum outro planeta, que se viram forçadas a se refugiar em Xen para escapar dos ataques de seus inimigos (veja também o artigo Combine).
Algumas espécies, incluindo headcrab barnacles, bullsquids e houndeyes, parecem ocupar nichos à semelhança dos seres vivos da Terra, ainda que com diferenças fisiológicas ou anatômicas. Enquanto que os headcrabs que aparecem em Black Mesa Research Facility são maduros, formas jovens (informalmente conhecidas como "headcrabs bebês") também aparecem em Xen. Estes são produzidos por um outro habitante de Xen, o Gonarch, um quadrúpede de seis metros que cria novos headcrabs continuamente. Há também um líquido capaz de regenerar a saúde de qualquer ser-vivo como visto em Half life, um método usado para substituir os kits médicos em Xen.
Algumas criaturas de Xen são mais difíceis de classificar. Pequenas estruturas estáticas bioluminescentes são vistas em grande número, espalhadas por Xen. Elas se retraem quando o jogador se aproxima, e tal como alguns organismos de Xen, não se sabe ainda se tais seres devem ser considerados plantas ou animais. Existem ainda bizarras estruturas em forma de árvore, dispostas ao redor do terreno, que parecem ser variantes menos ativas dos tentáculos. Essas estruturas balançam calmamente e parecem inofensivas à distância, mas atacam violentamente qualquer criatura que que se aproxime.  Essas árvores-tentáculos são freqüentemente vistas junto com uma das estruturas bioluminescentes, mas os dois organismos não são uma mesma criatura, sendo que tanto estruturas bioluminescentes quanto árvores-tentáculos podem ser encontradas separadamente em Xen.
Outras espécies mais inteligentes, como os Controladores e os Vortigaunts, são integrantes da elite do planeta. Algumas espécies, como os Alien Grunts e os Gargantuas parecem formar a classe militar da civilização. À medida que o jogador progride em Half-Life, torna-se cada vez mais claro que essa civilização é controlada por uma inteligência principal, o Nihilanth. Ainda que apresentando muitas diferenças entre si, Controladores, Vortigaunts, Grunts e Nihilanth compartilham uma morfologia similar, que inclui um terceiro braço (vestigial) no centro do tórax, e bocas que se abrem na horizontal, o que sugere que essas espécies estão fortemente relacionadas.
Vistas com freqüência em Xen e por vezes em Black Mesa, onde foram usadas para transportar Alien Grunts, as arraias voadoras são sempre vistas planando sobre as ilhas. Essas criaturas podem ser encontradas em duas variações: uma com cabeça "espalhada" e cauda dupla, e outra com cabeça circular e cauda simples. Esses seres parecem seguir padrões de vôo, e não reagem quando tocadas ou atacadas por outros organismos. Porém, elas são capazes de emitir raios de energia, e uma arraia de cauda dupla foi vista atacando um Osprey na seqüência de abertura de Half-Life: Opposing Force. Não se sabe se as arraias voadoras são seres vivos ou exemplos de máquinas de guerra construídas com uso extensivo de biotecnologia avançada (como a usada pelos Combines).
Na última seqüência de Half-Life, e em alguns locais de Blue Shift, um tipo diferente de criatura voadora é observada, emitindo sons ressonantes e voando velozmente entre as ilhas de Xen em bandos. Esses seres não desempenham nenhum papel no jogo, e apenas integram o plano de fundo do "passeio" por Xen no qual G-Man leva Gordon Freeman. Eles são conhecidos como "boids". O nome do modelo dessa criatura no jogo é "boid.mdl", e eles são chamados de "boids" em subroutines em relação a seu comportamento, uma provável referência a Boids, uma simulação artificial que recria o comportamento dos seres vivos (inclusive bandos de aves).

## Críticas
Apesar de a maior parte de Half-Life se passar em, ou próxima de, Black Mesa, alguns poucos capítulos finais se passam em Xen. Alguns jogadores não gostaram, insistindo que Black Mesa seria um cenário melhor para o final do jogo. Esses jogadores apreciaram o efeito de um ambiente "normal" sendo invadido por criaturas estranhas, e dizem que tal efeito acaba quando o jogador encontra as mesmas criaturas em seu próprio ambiente. Entrementes, outros jogadores apreciaram a seqüência em Xen graças ao planejamento e qualidade do cenário. Ao mesmo tempo que a maioria dos jogos mostra aliens inspirados em fontes como Aliens, Duke Nukem 3D ou típicos filmes de horror como Doom, os alienígenas e ambientes de Half-Life foram cuidadosamente criados com atenção considerável aos detalhes (p.e. a ecologia de Xen, a anatomia homóloga das espécies).
Outro ponto que desagradou muitos jogadores foi o grande número de quebra-cabeças baseados em saltos em Xen. A distinta física do local faz com que em muitas seções de Xen o jogador tenha que realizar uma seqüência de saltos precisamente executados, e os erros são punidos com a morte.